# Tachina majae
Tachina majae là một loài ruồi trong họ Tachinidae.